# Militärluftschiff

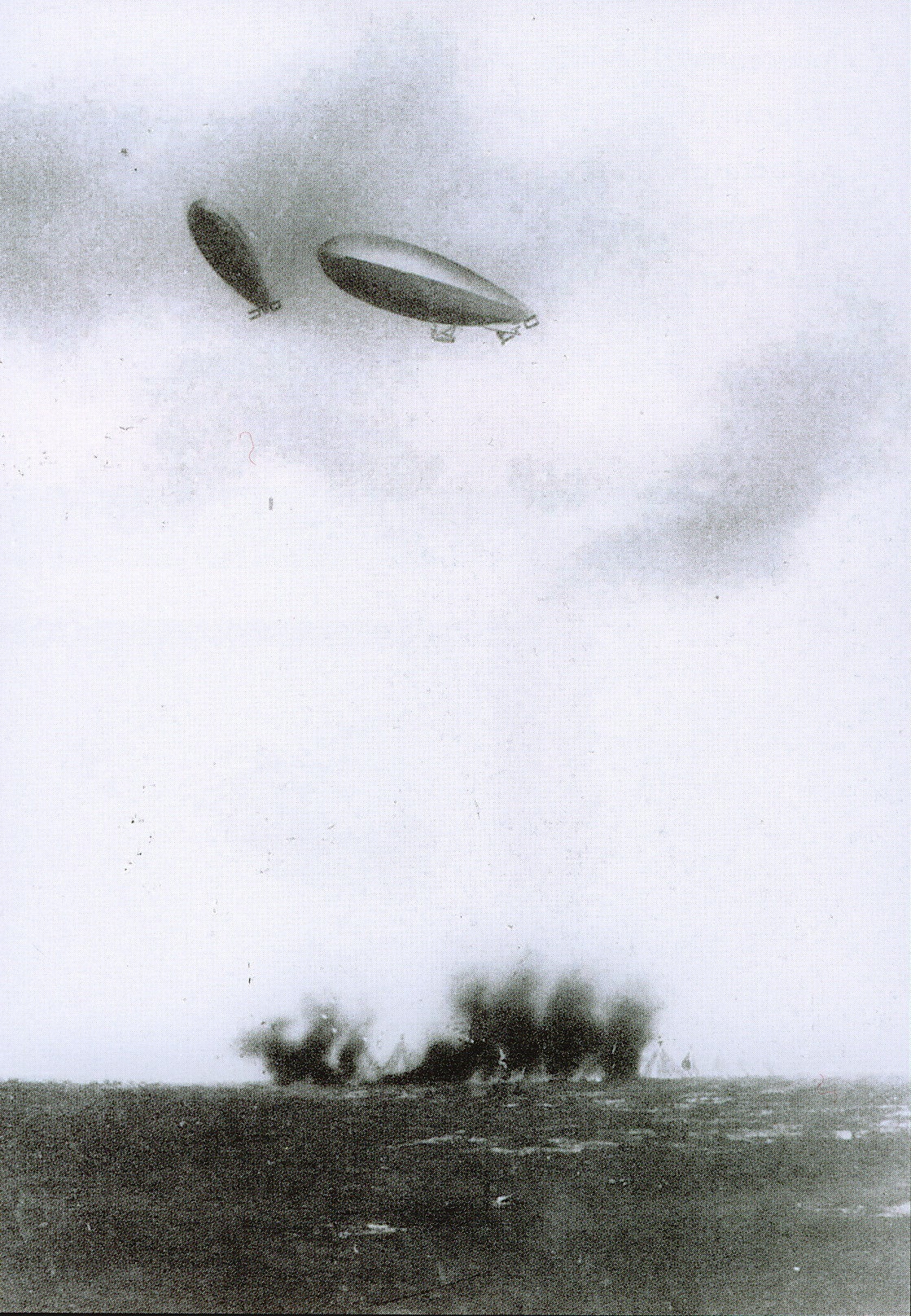
Italienische Luftschiffe bombardieren im Jahr 1911 türkische Positionen in Libyen

Militärluftschiffe fanden hauptsächlich in den beiden Weltkriegen Verwendung. Anfangs wurden diese als Bombenträger für den strategischen Lufteinsatz genutzt, später kamen sie vor allem als Seeaufklärer und U-Boot-Jäger zum Einsatz. In der Anfangszeit des Kalten Krieges sollten sie als Teil des Frühwarnsystems der USA mit ihrem Radar vor anfliegenden sowjetischen Interkontinentalraketen warnen.
Größter Betreiber von Militärluftschiffen war die US-Marine. Neben den fünf Starrluftschiffen betrieb sie über 200 Prallluftschiffe. Ihr Luftschiffprogramm endete jedoch 1962. Die Aufgaben der Luftschiffe übernahmen die immer leistungsfähiger gewordenen Hubschrauber und Flugzeuge sowie Satelliten.

## Anfänge
Speziell vor und während des Ersten Weltkriegs gab es die militärischen Einheiten der Feldluftschiffer. Diese betrieben Fesselballone zur Aufklärung und führten diese Bezeichnung, da auch Ballonfahrer vor allem in den Anfangstagen der Luftfahrt Luftschiffer genannt wurden.
- République
- Groß-Basenach
- Parseval
- Raab-Katzenstein
- Siemens-Schuckert I (1911)
- Luftschiffer-Bataillon Nr. 1 in Berlin
- Luftfahrzeug-Gesellschaft m.b.H.

Die russischen Luftstreitkräfte (gegründet 1912) besaßen bei Ausbruch des Ersten Weltkrieges 12 Luftschiffe, Deutschland 11 (davon 7 Heeresstarrluftschiffe und der Marinezeppelin LZ 24), Großbritannien 6, Frankreich 4 und Österreich-Ungarn 1.

## Erster Weltkrieg

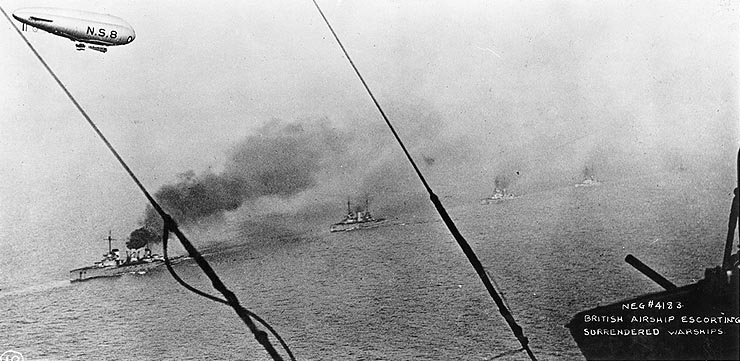
Ein britisches Luftschiff eskortiert deutsche Kriegsschiffe nach Kriegsende

Große technische Fortschritte bewirkte der Ausbruch des Ersten Weltkrieges (1914–1918). Zu dieser Zeit hatten fast alle führenden Nationen Luftschiffe in den Marinen im Einsatz. Einzig Deutschland verwendete sie auch über Land beim Heer. Die nächtlichen Bombenangriffe auf London verbreiteten Angst und Schrecken unter der Bevölkerung.

Großbritannien hatte unter anderem Prallluftschiffe, die bis zu 22 Stunden in der Luft bleiben konnten, für den Küstenschutz und die Konvoibegleitung im Einsatz („Coastal Class“). Von dem vor allem für die Seeüberwachung und U-Boot-Suche abgestellten Modell „Sea Scout Zero“ (SSZ), Nachfolger des „Sea Scout Pusher“ (SSP), das 1916 eingeführt wurde, wurden bis zum Ende des Krieges 66 Stück gebaut. Jedes kostete nur etwa 4.000 bis 5.000 Pfund. Auch die Briten gliederten ihre sechs dem Heer zugeteilten Prallluftschiffe bei Kriegsausbruch der Marine an. Insgesamt waren während des Krieges rund 200 nichtstarre Luftschiffe in Dienst, die vor allem für die Seeüberwachung und als Eskorte für Handelsschiff-Konvois erfolgreich arbeiteten. Vom britischen Admiral Lord Beatty ist folgende Sentenz überliefert, die er kurz nach der Skagerrak-Schlacht (31. Mai bis 1. Juni 1916) zum Besten gab 

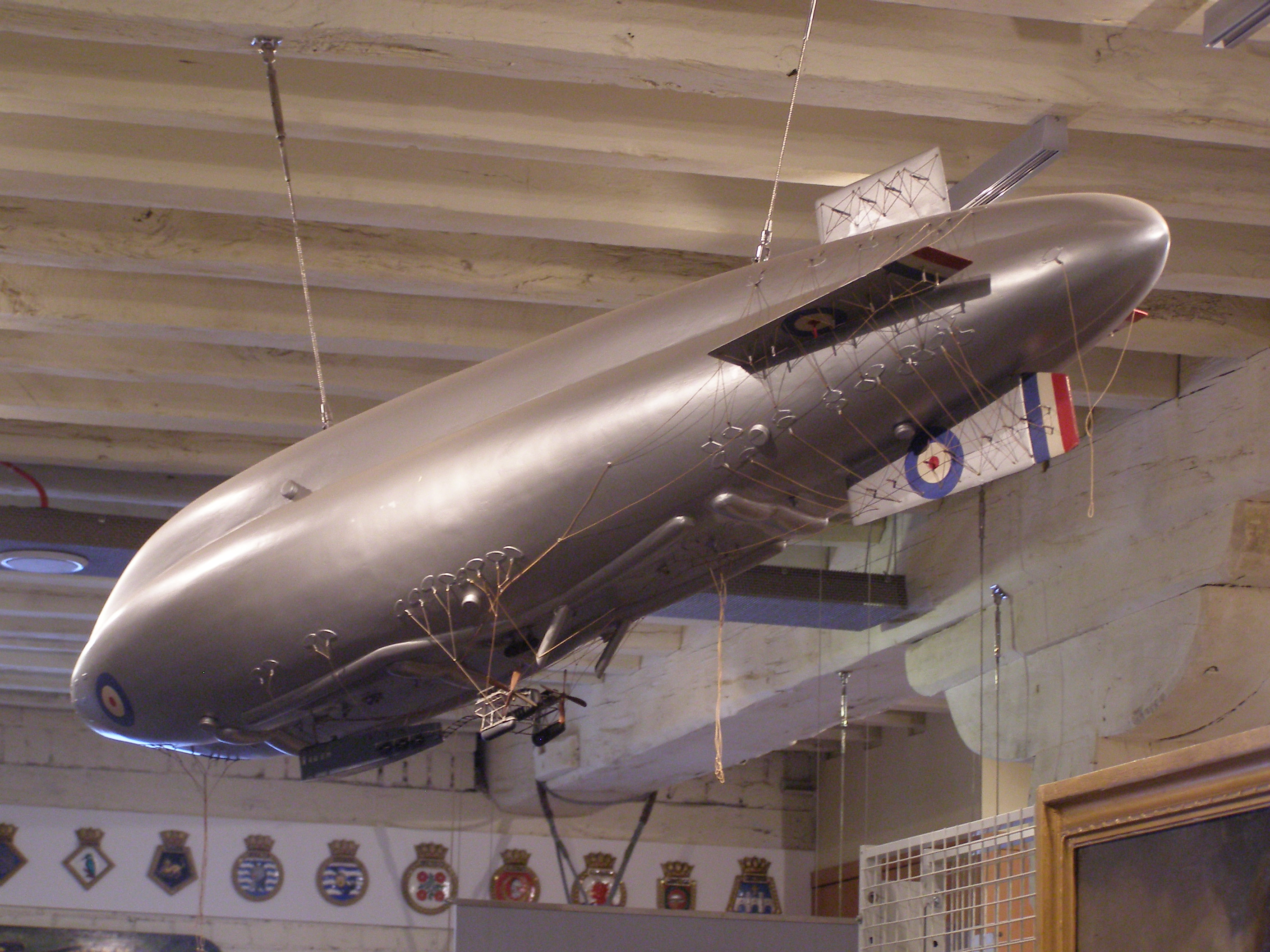
Modell eines britischen Blimps der North Sea-Klasse

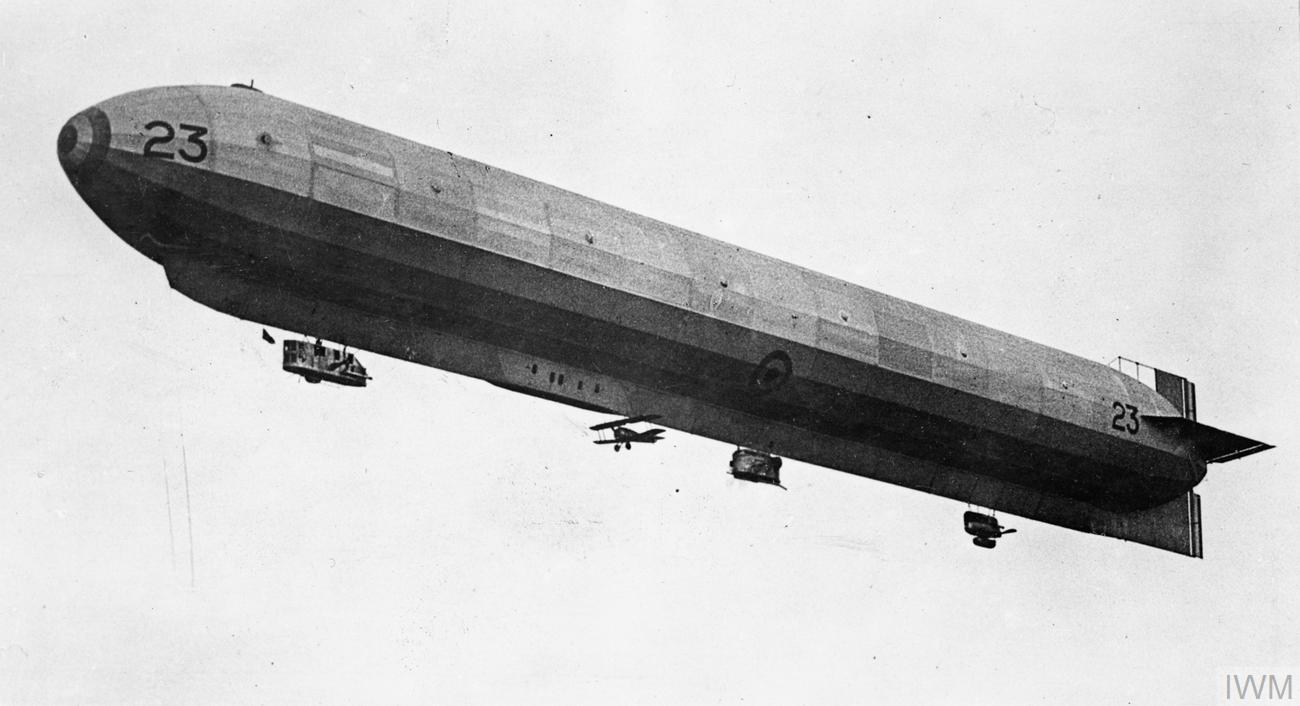
R23-Luftschiff mit untergehängter Sopwith Camel

“The enemy still has the monopoly of the best air scouting on good weather, when one Zeppelin can do as much as five or six cruisers.”

„Der Feind hat immer noch das Monopol der besten Luftaufklärung bei gutem Wetter, bei dem ein Zeppelin so viel tun kann wie fünf oder sechs Kreuzer.“

Diese Erkenntnis schlug sich in der Praxis nieder. Waren die meisten britischen Blimps etwa 50 m lang, so erhöhte sich dieser Wert auf 80 m bei der 1917 eingeführten North Sea-Klasse. Aber erst gegen Kriegsende standen den Briten sechs größere Starrluftschiffe der R23-Klasse zur Verfügung, die in etwa den Zeppelinen der O-Klasse bei Kriegsbeginn glichen.
Vier „Sea-Scout“-Schiffe wurden unter dieser Bezeichnung an Russland verkauft. Dort erhielten sie die Bezeichnung Tschernomor 1–4
Die USA hatten in der Zeit von 1919 bis 1933 insgesamt 31 Prallluftschiffe sowie ein halbstarres Luftschiff für das Heer im Dienst, danach wurden alle Schiffe an die Marine abgegeben. Italiens 18 Heeresschiffe (so genannte Kielluftschiffe) kämpften fast ausschließlich bei der Marine.

### Militärluftschiffe in Deutschland

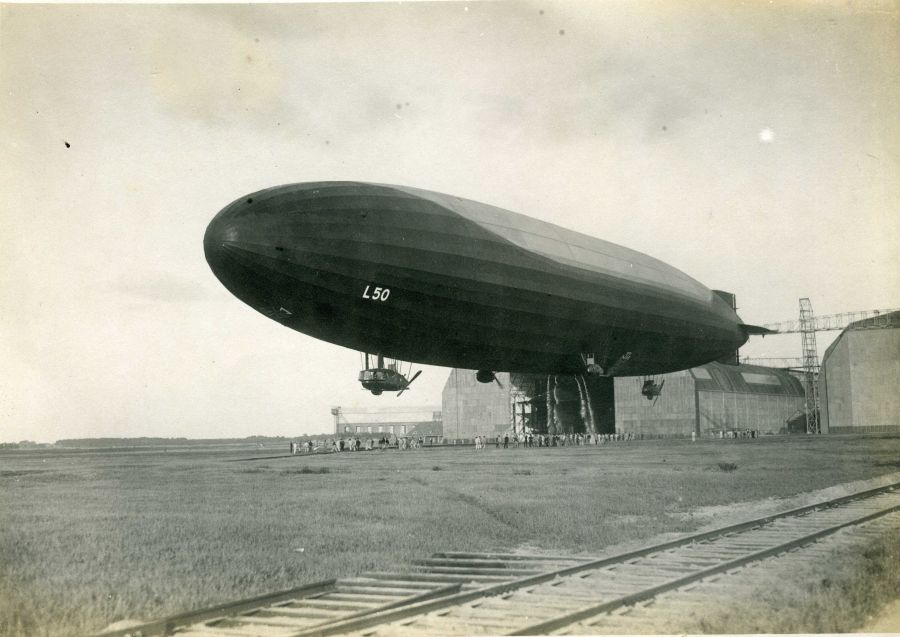
Das Marineluftschiff L 50 vor der Halle in Ahlhorn.

Die militärische Führung des Deutschen Reiches setzte anfangs große Hoffnungen in die Luftschiffe. Sie erschienen als eine Art Wunderwaffe: Verglichen mit zeitgenössischen Flugzeugen, die noch am Anfang ihrer Entwicklung standen, erreichten sie größere Höhen, waren fast ebenso schnell, konnten mit ihrer viel größeren Nutzlast stärker bewaffnet und mit mehr Bomben bestückt werden, konnten viel länger in der Luft bleiben und hatten eine sehr viel größere Reichweite.
Im Krieg wurde daher die Entwicklung der Zeppelin-Militärluftschiffe stark vorangetrieben. Daneben kamen Prallluftschiffe des Typs Parseval und vor allem auch Starrluftschiffe vom Typ Schütte-Lanz zum Einsatz. Die waren zwar sehr innovativ, wovon auch die Zeppeline profitierten, aber aufgrund ihres hölzernen Gerippes in ihren Leistungen begrenzt. Erst gegen Ende des Krieges wurden auch sie, wie die Zeppeline, aus einem Gerüst aus Duraluminium gebaut.
Die Luftschiffe wurden zur Luftaufklärung und/oder für Luftangriffe (= Bombenabwürfe) genutzt.

#### Technischer Vorsprung
Die deutschen Luftschiffe verfügten neben dem schiffstechnischen Navigationsbesteck über einen Barographen, die Heeresluftschiffe später auch über einen per Seilwinde absenkbaren Spähkorb, so dass das Schiff oberhalb der Wolkendecke fahren konnte, während ein herabgelassener Beobachter unterhalb des Schiffes über ein Bordtelefon die Navigation des vom Boden aus unsichtbaren Schiffes übernahm. Diese Erfindung wurde aber bald wieder weggelassen, da sie zu schwer war. Zur externen Kommunikation führten die Schiffe üblicherweise einen Funk-Telegrafen mit Schleppantenne mit sich. Alle Einsatzdaten wurden im Bordbuch dokumentiert. Die Höhensteuerung erfolgte neben der Motorsteuerung durch Abwurf von Ballast oder Ablassen von Gas. Daneben verfügten die Schiffe über Haltetaue und regelrechte Anker für Landung, Arretierung oder Zugtransport von Boden aus. Mannschaft und Gerät waren in Gondeln unter dem Gaskörper untergebracht, die separaten Motorgondeln waren ab 1915 durch Leitern über einen im Luftschiffkörper befindlichen Gang erreichbar, der Rumpf der Starrluftschiffe mit seinen unterteilten Gaszellen begehbar, so dass während des Fluges notdürftige Reparaturen an Gaszellen, Außenhaut oder Motoren vorgenommen werden konnten. Die Gondeln waren mit MGs bestückt, und auch an Deck (Oberseite) befand sich ein MG-Stand zur Verteidigung gegen Fliegerangriffe von oben.
Tatsächlich erwies sich die Bekämpfung aus der Luft für die Gegner zunächst als schwierig, zumal das Wasserstoffgas bei weitem nicht so leicht zu entflammen war, wie heute vielfach vermutet wird; LZ 91/„L 42“ überstand 1917 sogar zwei Blitzschläge in der Luft unversehrt. Auch verfügten feindliche Flugzeuge zunächst nicht über geeignete, nach vorne feuernde Abfangwaffen, so dass die ersten Erfolge im Luftkampf gegen Zeppeline erzielt wurden, indem man sie mit Bomben bewarf. Der erste „Abschuss“ dieser Art gelang am 6. Juni 1915 dem britischen Piloten Reginald Alexander John Warneford, der das Heeresluftschiff LZ 37 über Gent in Brand setzte. Er erhielt dafür den höchsten britischen Orden, das Victoria Cross.
Regelmäßige Erfolge erzielten die Alliierten erst nach Einführung von Brandmunition im Frühjahr 1916. Der erste Zeppelin, der auf diese Weise brennend abgeschossen wurde, war LZ 47/„LZ 77“ am 21. Februar 1916, dem ersten Tag der Schlacht um Verdun.
„LZ 77“ war unter dem Kommandanten Major Horn vom Flughafen Namur aus gestartet und wurde bei Épinal abgeschossen während einer Kriegsfahrt auf Paris.
Am 29./30. Januar war das Luftschiff LZ 49/„LZ 79“ unter der Führung des Kommandanten Major Geissert von Namur aus nach Paris gestartet, hatte dort Bomben abgeworfen und wurde auf der Rückfahrt am Heck getroffen. Die Folge war die Strandung auf den Dächern eines Dorfes in Südbelgien (damals deutsches Stellungsgebiet). Alle 12 Besatzungsmitglieder kamen mit dem Schrecken davon.
Diese Besatzung übernahm später das Luftschiff „LZ 90“, zuerst unter Kommandant Major Geissert, später unter Kommandant Hptm. La Quiante und führte unter anderem eine Angriffsfahrt gegen London aus. Dort hat sie des Wetters wegen und weil der Kommandant meinte, die zum ersten Mal mitgeführte Beobachtungsgondel bringe nichts, diese einfach über London abgeworfen.

#### Luftschiffe im Kriegseinsatz

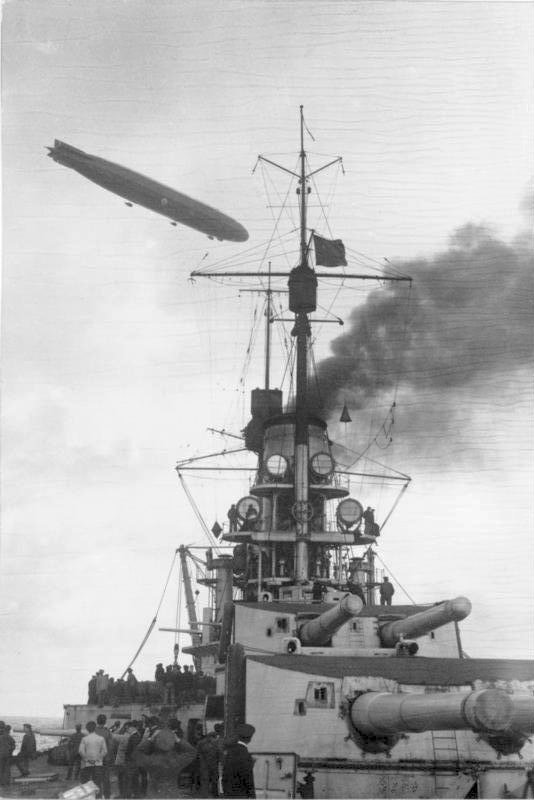
Deutsches Marineluftschiff SL 8 vom Schütte-Lanz-Typ über einem Linienschiff der Hochseeflotte, 1917

Trotz ihres technischen Vorsprungs gegenüber Flugzeugen gingen schon ab den ersten Tagen des Krieges viele deutsche Luftschiffe verloren. Das lag nicht zuletzt daran, dass sie von den mit der Technik unerfahrenen Militärstrategen mit Aufgaben betraut wurden, für die sie nicht geeignet waren. So griffen die Schiffe anfangs am helllichten Tag stark verteidigte Ziele an der Westfront an und wurden nicht selten durch Infanteriefeuer zu Boden gebracht, meist, weil durch die von Kugeln durchsiebte Hülle zu viel Traggas verloren ging.
Schon zwei Tage nach Kriegsbeginn musste beispielsweise LZ 21/„Z VI“ nach einer Bombardierung von Lüttich wegen starken Gasverlusts bei Bonn notlanden. Noch im selben Monat wurden zwei weitere Zeppeline abgeschossen, und LZ 23/„Z VIII“ fiel vorübergehend in französische Hände. Besonders kritische Zeitpunkte außerhalb des eigentlichen Einsatzes waren auch die Gasbefüllung sowie das Verlassen der Halle und die Landung, insbesondere bei böigem Wetter oder Dunkelheit.
Die Kaiserliche Marine verfügte für den Einsatz nur über das „L 3“, stationiert in Hamburg-Fuhlsbüttel, da die Doppeldrehhalle in Nordholz bei Cuxhaven noch im Bau war. Aufgabe der Marineluftschiffe war die Aufklärung und Erkundung über See im Dienst der Hochseeflotte über Nord- und Ostsee, aber auch Suche und Bergung vermisster Seeflugzeuge in Zusammenarbeit mit per Funk herbeigeorderten Torpedobooten. Von Auswirkung insbesondere über See auf Einsatzplanung, Kursbestimmung und funktelegrafische Verbindung hatte das Wetter und somit der meteorologische Dienst; besonderen Ruf in der Marineluftschifffahrt genoss der als Ausbilder fungierende Hugo Eckener, von den Luftschiffern „Papst der Luftschifffahrt“ genannt. Nordholz war der größte der deutschen Luftschiffstützpunkte. Dort waren 42 der insgesamt 75 Luftschiffe der Marine stationiert. Die Fläche des Stützpunktes betrug 1914 800 (ab 1918 1000) Hektar. Er verfügte unter anderem über eine drehbare Luftschiffhalle. Neben Nordholz unterhielt die Marine weiterhin Luftschiffbasen in Tondern, Kiel, Cuxhaven, Fuhlsbüttel, Hage, Wittmundhafen, Ahlhorn und Wildeshausen. In Jambol/Bulgarien befand sich der südlichst militärische Luftschiffhafen der deutschen Streitkräfte; auch er wurde von der Marine unterhalten.
Bei Kriegsbeginn verfügte jedoch das Heer über das Gros der Luftschiffe. Die Heeresluftschiffe bewährten sich vor allem an der Ostfront, später auch zusammen mit Marineluftschiffen im Südosten am Schwarzen Meer und an der Adria. Dort konnten sie ihre Stärke, strategische Bombeneinsätze und Aufklärung, voll zur Geltung bringen. An der Westfront dagegen sind die Luftschiffe durch die starren Fronten und die dabei auftretenden Besonderheiten nie das richtige Mittel gewesen. Hier arbeiteten sie fast ausschließlich hinter den eigentlichen Kampflinien und bombardierten Versorgungswege und Nachschubeinheiten; zu strategischen Bombeneinsätzen kam es aufgrund ungünstiger Wetterlagen kaum.
Mit dem Aufkommen stärkerer Luftschiffe (Typ L 10) wurden ab Anfang 1915 auch Bombenangriffe gegen entferntere Ziele, vor allem Großbritannien durchgeführt. Besondere Bedeutung und hohen Überraschungseffekt hatte der erste Geschwaderangriff von den vier neuen Zeppelinen „L 10“, „L 11“, „L 12“ und „L 13“ am 10. August 1915, bei dem „L 45“ Oberleutnant zur See Peterson sein schwer beschädigtes, mit dem Heck auf dem Wasser aufgesetztes Schiff nur mit großer Mühe und unter dramatischen Umständen an die belgische Küste retten konnte; das Schiff wurde bei der Bergung zerstört, Peterson und seine Mannschaft kamen bei einem späteren Angriff auf London mit L 32 ums Leben.
Bis zum Frühjahr 1917 bombardierten Heer und Marine gemeinsam Areale im Großbereich London. Die Bedrohung der Luftschiffe durch Jagdflugzeuge oder Flak mit Brandmunition nahm im Frühjahr 1916 massiv zu. Da die „Lebensdauer“ der Luftschiffe meist relativ kurz war, setzten sich Neuerungen schnell durch. An der Spitze der Entwicklung standen die neuen Superluftschiffen der 55.000 Kubikmeter fassenden R-Klasse. Mit diesen Luftschiffen wurde vorzugsweise die Marine ausgestattet. Dem Heer fehlten die dafür nötigen großen Luftschiffhallen. Eine Nachrüstung wäre wesentlich schwieriger und teurer gewesen als bei der Marine. Zur selben Zeit kamen die großen Flugzeuge („G-Flugzeuge“) beziehungsweise die Riesenflugzeuge („R-Flugzeuge“) auf. Bis zum März 1917 kam es quasi zu einer Parität der Abwurfmengen an Bomben bei gleichzeitiger Verringerung der Kosten.
Die Oberste Heeresleitung (OHL) beziehungsweise der neue „Kommandierende General der Luftstreitkräfte“ (Kogenluft), Generalleutnant Ernst von Hoeppner, beschloss im Frühjahr 1917 die Einstellung der Heeresluftschifffahrt. Auch die Marine verringerte die Zahl ihrer Angriffe auf etwa die Hälfte. Die Zahl der Aufklärungsmissionen blieb in etwa gleich, da die Zeppeline hier nicht durch Flugzeuge ersetzt wurden.
| Jahr | Angriffsfahrten | Aufklärungsfahrten |
| ---- | --------------- | ------------------ |
| 1914 | —               | 58                 |
| 1915 | 38              | 350                |
| 1916 | 123             | 312                |
| 1917 | 52              | 338                |
| 1918 | 18              | 131                |

Die Marine behielt ihre Luftschiffe bis zuletzt im Einsatz. Über Nord- und Ostsee konnten die Zeppeline ihren Ausdauervorteil bei zahlreichen langen und teils sehr erfolgreichen Aufklärungsmissionen voll ausspielen. Sie leisteten insbesondere gute Dienste beim Aufspüren von feindlichen Minensperren und der Markierung von Minenfeldern mit abgeworfenen Bojen. Im Winter 1916 wurden Marineluftschiffe auch eingesetzt, um die durch Eis von der Außenwelt abgeschnittenen deutschen Inseln mit Lebensmitteln zu versorgen. Keine entscheidende Rolle spielten die Marineluftschiffe hingegen in der Skagerrakschlacht. Am 31. Mai 1916 konnten sie wegen schlechten Wetters ihre Aufklärungsaufgaben nicht durchführen.

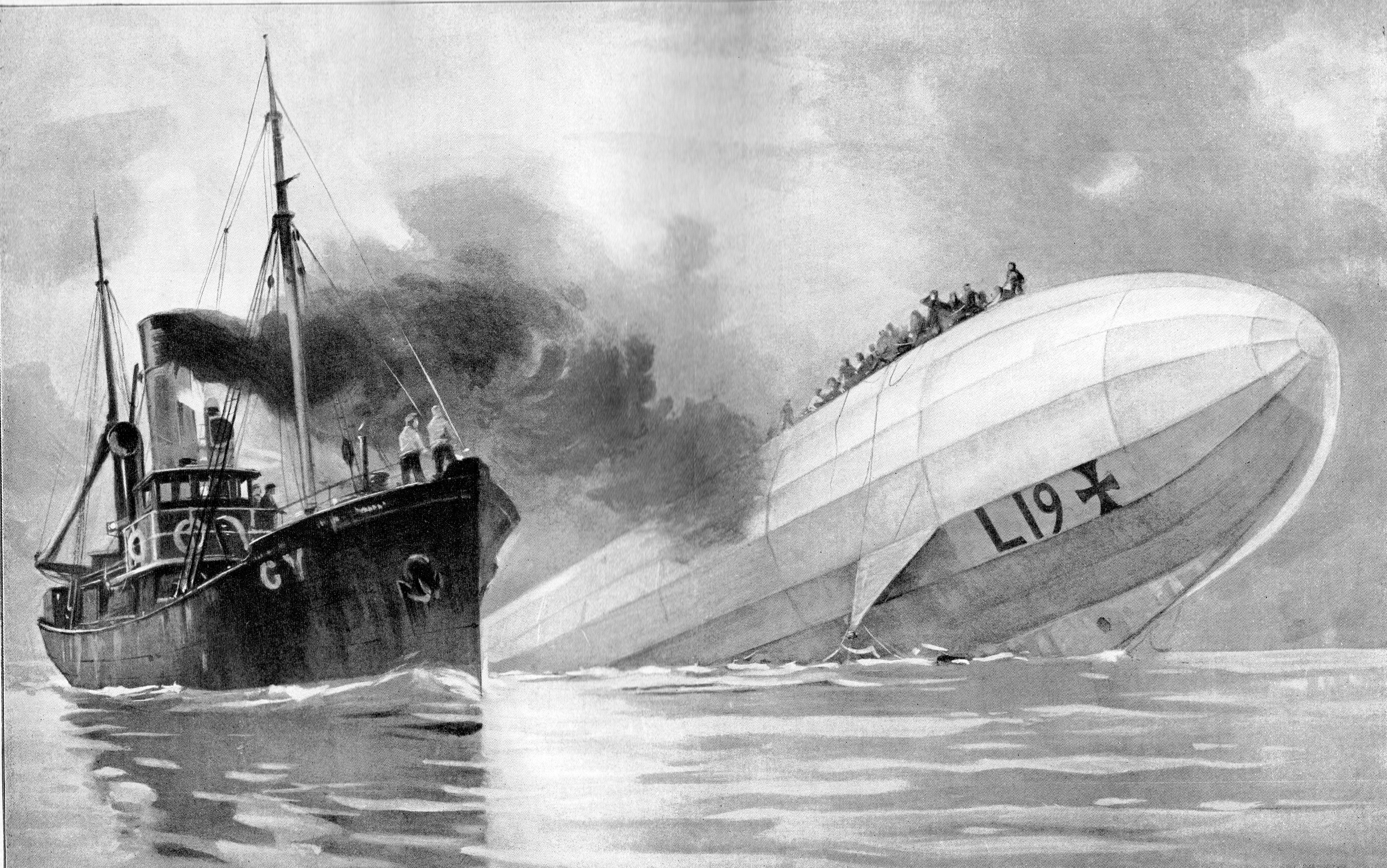
Der Untergang des deutschen Marineluftschiffes L 19 am 2. Februar 1916 in der Nordsee Links im Bild der englische Fischdampfer KING STEPHEN Zeitgenössische englische Darstellung

Angriffsfahrten, vor allem gegen England, wurden bereits seit Ende 1914 nur noch im Schutz der Dunkelheit durchgeführt. Damit zwang man die Gegner zur Weiterentwicklung der Flugabwehr und zum Einsatz von Suchscheinwerfern. Luftangriffe hatte es bereits vor dem Ersten Weltkrieg gegeben (z. B. Tripolis 1911). Über den Einsatz von Bomben aus der Luft gab es überall starke Kontroversen. Auch zwischen dem deutschen Kaiser und der OHL gab es keine Einigkeit in der Frage. So wurden (soweit dies möglich und selektierbar war) nur militärische Ziele ins Visier genommen, die Treffsicherheit im Dunklen ließ jedoch zu wünschen übrig, da die Luftschiffe nur mit Koppelnavigation und Sextanten zur astronomischen Standortbestimmung arbeiteten.
Ab 1916 konnten die neuen Zeppeline in größeren Höhen operieren, die sie zum Teil (unfreiwillig) weit über 7000 Meter führten. Um Bombenabwürfe aus Wolkenlagen zu dirigieren, ließ man Beobachter in sogenannten Spähkörben an Stahltrossen hinab. Allerdings ließ man später den Spähkorb samt Trosse wieder weg, da die Kommandanten lieber eine entsprechende Bombenmenge beziehungsweise mehr Ballastwasser oder Kraftstoff mit sich führten. Mit zunehmender Flugabwehr wurden die Luftschiffangriffe immer riskanter; sie banden aber auch zahlreiche Abwehrmittel (Flugzeuge, Flak, Scheinwerfer) des Gegners und entzogen sie damit der Front. Besonders dramatisch war der Nachteinsatz vom 17./18. Oktober 1917: Von 17 gegen Mittag startenden Schiffen konnten zwei wegen starken Querwindes nicht aushallen, die übrigen 15 erreichten England, wo ein in großer Höhe einsetzender starker Nordsturm einen Teil der Schiffe nach Süden abtrieb und zum Rückmarsch über die gefährlichen Frontlinien in Frankreich zwang. Dabei wurde „L 44“ brennend abgeschossen, „L 45“ bis Südfrankreich abgetrieben und von seiner Besatzung zerstört, „L 49“ von französischen Streitkräften bei der Landung erbeutet, „L 50“ nach Abreißen der Gondel beim Aufschlag mannschaftslos über die Alpen ins Mittelmeer abgetrieben und das schwergetroffene „L 55“ bei der Notlandung in Thüringen irreparabel beschädigt.
Neben den Kampfeinsätzen führten vor allem Unfälle und Fliegerangriffe zu Totalverlusten. Der gravierendste Vorfall geschah am 5. Januar 1918 in Ahlhorn, als bei Wartungsarbeiten in der Halle ein Luftschiff aus ungeklärter Ursache ausbrannte und damit das zweite in der Halle liegende Schiff zur Explosion brachte. Deren Heftigkeit erfasste die 800 m entfernt liegende Halle mit drei Luftschiffen, die mit einer gewaltigen Detonation völlig zerstört wurde. Ein von einem Trägerschiff gestarteter britischer Flugzeugangriff auf die Hallen in Tondern zerstörte die in der dortigen Halle liegenden „L 54“ und „L 60“, nachdem offensichtlich bekannt geworden war, dass die Abfangjäger der dortigen Schutzstaffel aufgrund von Arbeiten an der Landebahn Startverbot hatten. Die britischen Flieger entkamen ungeschoren nach Dänemark und zerstörten dort ihre Flugzeuge.
Am 5. August 1918 wurde nach einem Angriff LZ 112/„L 70“ abgeschossen. An Bord befand sich auch (rein zufällig) der Kommandeur der Marineluftschiffabteilung, Fregattenkapitän Peter Strasser. Nach Beendigung des Bombeneinsatzes hatte L 70 sein Funkgerät zu intensiv genutzt. Es wurde eingepeilt und von einem britischen Jagdflugzeug vom Typ Airco D.H.4 abgeschossen. Danach wurden die Marineluftschiffe nur noch in der Fernaufklärung für die Hochseeflotte und zu Minensucharbeiten bzw. zur Sicherung von Minensuchverbänden eingesetzt.

### Militärische Bilanz
Insgesamt wurden während des Krieges 88 Zeppelin-Militärluftschiffe und 18 Schütte-Lanz-Luftschiffe produziert. Die Luftschiffe warfen auf 51 Angriffsfahrten (meist im Geschwader) dabei (laut Addition gemäß der Listen der Zeppelin- und Schütte-Lanz-Luftschiffe) mindestens 456 Tonnen Bomben ab (Heer 166 t, Marine 277 t) und töteten dabei 557 Menschen und verletzten 1358.
Als „fliegende Augen“ absolvierten allein die Marine-Luftschiffe bis 1918, unter dem Führer der Marine-Luftschiffe, Fregattenkapitän Strasser, rund 1200 Aufklärungsfahrten über der Nordsee und dem Skagerrak und 352 Angriffsflüge auf Großbritannien durch.
Damit verschafften sie der deutschen Flotte, die der britischen insgesamt unterlegen war, einen Informationsvorteil. Denn bereits aus einer Höhe von 500 Metern konnte ein Gebiet von 22000 Quadratkilometern überblickt werden.
Die Lebensdauer der Kampfluftschiffe war meist kurz. Etwa zwei Drittel aller Kriegsluftschiffe gingen verloren, etwa zur Hälfte durch Feindeinwirkung, der Rest durch Unfälle. Die Verluste an Menschenleben waren, verglichen mit anderen Tätigkeiten an den Fronten, eher gering; sie betrugen beim Heer 11 % (79 Mann) und bei der Marine 26,3 % (389 Mann).
Die Einsatzwirkung der Kriegsluftschiffe war insgesamt gesehen effektiv. Zwar richteten die Angriffe nur vergleichsweise geringen Schaden an, verbreiteten jedoch beim Gegner in Militär und Zivilbevölkerung überproportional Angst und Schrecken und banden große Mengen an kriegswichtigen Ressourcen. Die Entente Cordiale musste zur Bekämpfung der deutschen Militärluftschifffahrt mit ihren rund 5000 Mann und durchschnittlich etwa 20–25 einsatzbereiten Luftschiffen Waffen, Material und Personen im Verhältnis von fast 1 zu 33 abstellen. Obwohl sich auch andere Waffengattungen, etwa die Seestreitkräfte, solche Bindungsstrategien zu eigen machten, blieb die Effizienz der Luftschiffe unerreicht, selbst von den deutschen U-Booten. Hauptaufgabe der Luftschiffe war neben den Luftangriffen auf Großbritannien seit 1916 vor allem die Unterstützung deutscher Minensuchstreitkräfte in der Nordsee. Hier leisteten die Luftschiffe neben der Luftraumüberwachung des abzusuchenden Seegebiets vor eventuell auftretenden Feindstreitkräften auch punktuell effektiv Hilfe, da aus der erhöhtem Sichtmöglichkeit Minensperren (insbesondere Flachstände von Seeminen) bei ruhigem Wetter gut erkannt werden konnten.
Noch bei Kriegsende waren die Kriegszeppeline in der Luftfahrt Spitzentechnologie. Insofern wäre es verkürzt, zu sagen, der Fortschritt habe sie „überholt“. Vielmehr forderten die militärischen, taktischen wie auch strategischen Vorgaben und vor allem praktische Zwänge ihren Tribut.

### Technische Bilanz
Die große Produktionsmenge und die steigenden Anforderungen des Kriegseinsatzes führten zu einer deutlichen Weiterentwicklung der Zeppeline. Gegen Kriegsende produzierte die Zeppelingesellschaft in Friedrichshafen und an verschiedenen weiteren Standorten Luftschiffe von rund 200 m Länge und mehr. Mit Volumina von typischerweise 56.000–69.000 Kubikmetern konnten sie 40–50 Tonnen Nutzlast aufnehmen und durch fünf bzw. sechs Maybach-Motoren zu je rund 191 kW (260 PS) Geschwindigkeiten bis zu 100–130 km/h erreichen.
Einen Höhenrekord von 7600 m stellte LZ 101/„L 55“ am 20. Oktober 1917 auf, um feindlichem Feuer über der Westfront zu entgehen. LZ 104/„L 59“ wiederum, das so genannte „Afrikaluftschiff“, stellte einen Streckenrekord auf. Am 21. November 1917 startete das deutsche Luftschiff L 59 von Jamboli (Bulgarien) aus in Richtung Ostafrika. Der Kommandant des Luftschiffes, Kapitänleutnant Ludwig Bockholt, hatte Munition, Gewehre und Sanitätsmaterial für die Schutztruppe geladen. Das Luftschiff sollte nach Erreichen seines Ziels abgerüstet und für Zelte und andere Ausrüstung verwendet werden. Nach einem Funkspruch kehrte der Kommandant auf halber Strecke wieder um (siehe auch Deutsch-Ostafrika). Es legte in 95 Stunden 6757 km zurück.
Die zeitlich längste Dauerfahrt legte LZ 90/„L 120“ unter Kapitän Ernst A. Lehmann vom 26. bis 31. Juli 1917 zurück. Die Fahrt dauerte 101 Stunden, und nach der Landung hatte LZ 90 noch Benzin für weitere 33 Stunden Fahrt an Bord. Diese Dauerfahrt über der Ostsee wird teilweise als Probefahrt für die Afrikafahrt des L 59 angesehen.

### Das Ende der Kriegsluftschiffe
Die deutsche Niederlage bedeutete zugleich das Ende der deutschen Kriegsluftschifffahrt, denn die siegreichen Alliierten verlangten eine vollständige Entwaffnung der deutschen Luftstreitkräfte. Der Vertrag von Versailles nannte dabei die Luftschiffe ausdrücklich und forderte in Artikel 202 die Auslieferung aller verbliebenen Luftschiffe, Luftschiffhallen und der deutschen Fabrik, in der das Traggas hergestellt worden war, im Rahmen der Reparationsleistungen.
Eine Woche vor Vertragsunterzeichnung, am 23. Juni 1919, zerstörten viele Kriegsluftschiffer ihre Zeppeline in deren Hallen, um sie nicht an die Siegermächte abgeben zu müssen. Sie folgten damit dem Beispiel der deutschen Hochseeflotte, die sich zwei Tage zuvor in Scapa Flow selbst versenkt hatte. Die übrigen Zeppeline wurden 1920 nach Frankreich, Italien, England und Belgien überführt.
Die britischen Luftschiffe der 23er Klasse wurden 1919 abgewrackt.

## Zwischen den Kriegen
Die Zeit zwischen den beiden Weltkriegen war für die Luftschifffahrt eine Blütezeit der Starrluftschiffe. In dieser Zeit fuhren die größten je gebauten zivilen und militärischen Luftschiffe. Aber es war auch die Zeit der größten Katastrophen.
Einige deutsche Luftschiffe mussten an die Militärs der Sieger aus dem Ersten Weltkrieg abgegeben werden wie die Dixmude. Aber bereits vorher waren von gestrandeten Zeppelinen die Konstruktionsdetails und Maße übernommen worden. Die britische R34 überquerte im Juli 1919 als erstes Luftschiff den Atlantik in beide Richtungen, bevor sie nach einem Unfall 1921 abgeschrieben werden musste. Ihr Schwesterschiff R33 war das „glücklichste“ britische Luftschiff, sie war fast 10 Jahre im Dienst, bevor sie abgewrackt wurde. Die Konstruktion beider Schiffe basierte auf dem Typ R-Marinezeppelin L33. Genauso verhielt es sich bei der USS Shenandoah und britischen R38, auf einem der deutschen Leichtbau-Höhenzeppeline basierten. Beide verunglückten aufgrund struktureller Überbeanspruchungen.

Am 21. Februar 1922 verbrannte das in Italien von Umberto Nobile gebaute amerikanische Luftschiff Roma über Hampton, Virginia, nachdem es eine Hochspannungsleitung berührt hatte, dabei starben 34 Personen. Nach diesem und diversen weiteren Unfällen Anfang der 1920er Jahre führte die US-Marine Helium als Traggas ein. Nur die USA waren damals in der Lage, dieses Gas aus Erdgas zu gewinnen. Die Starrluftschiffe „USS Shenandoah“ und „USS Los Angeles“ enthielten zeitweise fast die gesamten Weltreserven dieses Edelgases. Außerdem betrieb die US-Marine mit der Patoka ein Luftschiff-Mutterschiff mit Ankermast um Versuche mit seinen großen Starrluftschiffen durchzuführen, die zum Teil selbst fliegende Flugzeugträger waren.

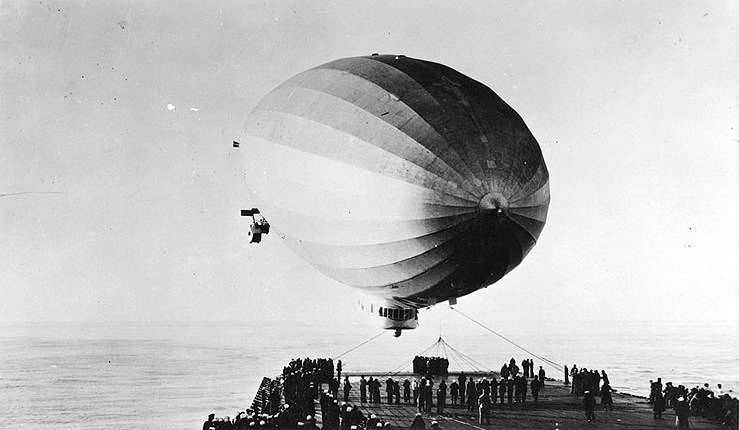
ZR-3 landet auf dem Flugzeugträger Saratoga

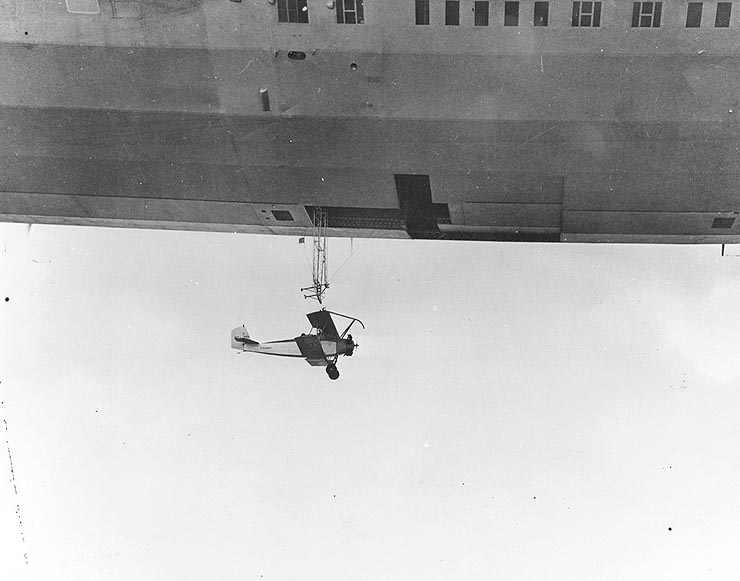
Die Akron beim Aussetzen eines Flugzeugs vom Typ N2Y

US-amerikanische Marine-Starrluftschiffe:
- USS Shenandoah (ZR-1)
- R38 (geplant als ZR-2)
- USS Los Angeles (ZR-3)
- USS Akron (ZRS-4)
- USS Macon (ZRS-5)

In Großbritannien folgte nach dem Desaster mit der R38 eine zehnjährige Pause im Luftschiffbau. Danach folgten noch die R80, die R100 und die R101. Nachdem die R101 verunglückt war, wurden die beiden verbliebenen Schiffe 1931 abgewrackt und die Briten gaben den Luftschiffbau auf.
Deutschland war durch den Versailler Vertrag stark eingeschränkt und widmete sich ausschließlich zivilen Verkehrsluftschiffen, bis auf den Zeppelin LZ 126, der für die US-amerikanische Marine gebaut wurde und dort von 1924 bis 1939 sehr erfolgreich als ZR-3 „USS Los Angeles“ Dienst tat. 1920 führte die DELAG mit den Luftschiffen LZ 120 und LZ 121 Passagierfahrten durch, bis die Schiffe als Reparationsleistungen abgegeben werden mussten.
Die LZ 127 „Graf Zeppelin“ sollte mit Welt- und Polarfahrten zum erfolgreichsten Starrluftschiff aller Zeiten werden. Die militärische Nutzung der deutschen Luftschiffe beschränkte sich auf einige wenige technische Versuche, beispielsweise in der Funktechnik. In diesem Zusammenhang wurde die 24. Fahrt des LZ 130 „Graf Zeppelin II“ im August 1939 als „Spionagefahrt“ bekannt. Dort wurde versucht, Informationen über das englische Radarsystem zu gewinnen.
Die Hindenburg-Katastrophe am 6. Mai 1937 in Lakehurst beendete die Ära der Passagierluftschiffe. Die LZ 127 wurde außer Dienst gestellt und lediglich die LZ 130 führte noch bis 20. August 1939 Fahrten durch. Kurz nach Beginn des Zweiten Weltkrieges verschrottete Deutschland seine verbliebenen Großluftschiffe LZ 127 und LZ 130 und die Amerikaner ihre ZR-3 (LZ 126).

## Zweiter Weltkrieg

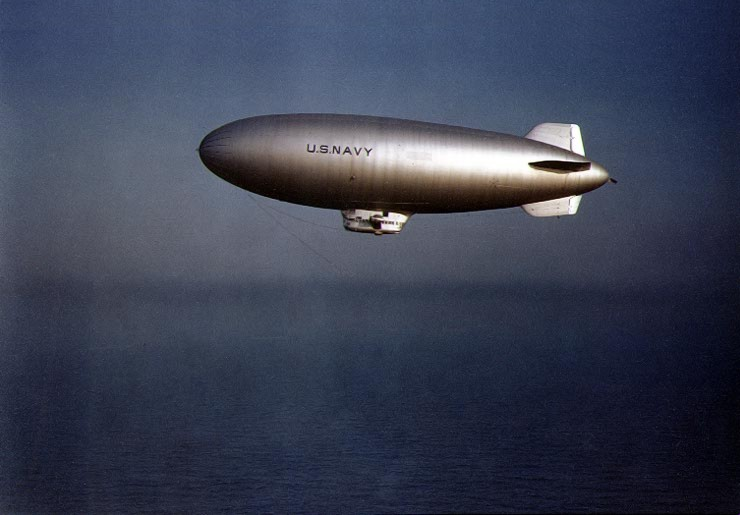
K-Blimp im Zweiten Weltkrieg

Am 7. Dezember 1941, dem Angriff auf Pearl Harbor standen in Lakehurst nur 10 Luftschiffe im Dienst: G-1, K-2 bis K-5, L-1 bis L-3, TC-13 und TC-14
Im Zweiten Weltkrieg kamen Luftschiffe nur noch auf Seiten der Alliierten, speziell der USA zum direkten Einsatz. Sie führten Aufklärungs- und Rettungseinsätze durch, begleiteten Konvois um sie vor U-Boot-Angriffen zu schützen und gingen teilweise selbst mit Wasserbomben gegen U-Boote vor. Es wurden allein in den amerikanischen Küstengewässern rund 89.000 Schiffe durch Luftschiffe begleitet. Es wird überliefert, dass in keinem Konvoi, über dem die Luftschiffe schwebten, ein Schiff durch Feindeinwirkung verlorenging. Die Luftschiffe dienten auch zur Aufklärung von Minenfeldern und halfen bei deren Räumung. Rückgrat der US-Militärluftschiffahrt waren 136 Goodyear-Blimps der K-Klasse.
Die US-Marine-Blimps K-16 und K-58 waren an der letzten bekannten Versenkung eines deutschen U-Bootes (U 853) am 6. Mai 1945 beteiligt. Es gelang jedoch auch einem deutschen U-Boot ein amerikanisches Luftschiff zu „versenken“. Am 18. Juni 1943 trafen das amerikanische Luftschiff K-74 und das deutsche U-Boot U 134 unter Kapitän Hans-Gunther Brosin vor der Küste Floridas aufeinander. Im Laufe des Gefechts wurde das Luftschiff so schwer beschädigt, dass es auf dem Wasser notlanden und aufgegeben werden musste.
Während des Krieges stellten die USA unter anderem die Einheiten (Airship Patrol Squadrons bzw. Blimp Squadrons) ZP-11 (US Naval Air Station, South Weymouth/Massachusetts), ZP-12 Naval Air Station Lakehurst, ZP-15, ZP-21, ZP-22, ZP-23, ZP-24, ZP-31, ZP-32 (US Naval Air Station Moffett Field/Kalifornien) und ZP-33 (Naval Air Station Tillamook/Oregon), ZP-41, ZP-42 und ZP-51 auf. ZP-52 wurde nach einem Monat in ZP-41 umbenannt. Die Squadron ZP-14 war im Mittelmeerraum eingesetzt und hatte den Hauptstützpunkt Port-Lyautey in Französisch-Marokko/Afrika.
Auch die Sowjetunion setzte einige wenige Luftschiffe innerhalb ihres Territoriums ein (siehe: Russische Luftschifffahrt, Pobeda).

## Kalter Krieg

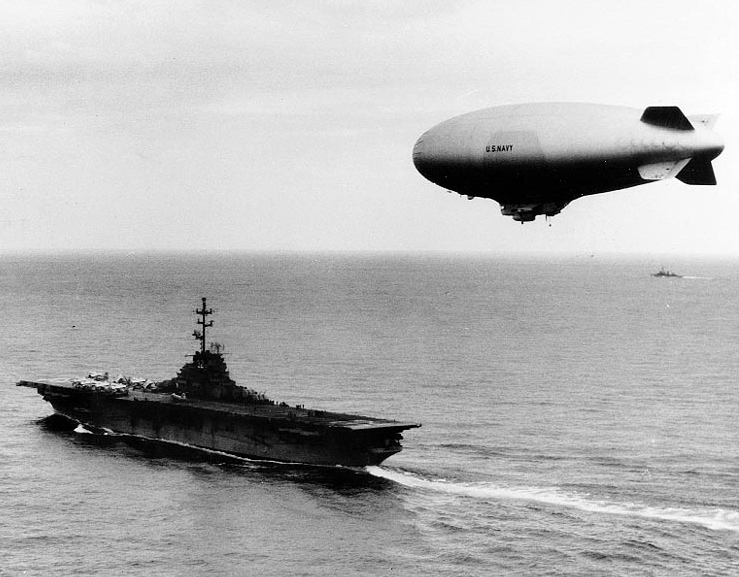
ZPG-2-Luftschiff bei einer U-Jagd-Übung 1958

Nach dem Zweiten Weltkrieg setzten die USA bis 1962 Prallluftschiffe zur U-Boot-Jagd, Seeraumüberwachung und für Seenot-Rettungseinsätze ein und waren führende Nation im Einsatz von Luftschiffen. Auch die größten Prallluftschiffe des 20. Jahrhunderts vom Typ ZPG-3W hatten im Kalten Krieg Anfang der 1960er Jahre die Aufgabe, die USA mittels einer in die Hülle eingebauten Radarantenne vor anfliegenden Interkontinentalraketen zu warnen. Es wurden 4 Schiffe dieses Typs von Goodyear gebaut.
US-Marine-Typen (unvollständig):
- ZP4K (später ZSG-4)
- ZP5K (später ZS2G-1)
- ZPG-2 und ZPG-2W
- ZPG-3W

Das Luftschiffprogramm endete jedoch 1962.

### Das NASP-Programm
In den 1980er Jahren führte die US-Marine das sogenannte NASP-Programm (US Navy Airship Program) durch. Ziel war die Entwicklung eines Frühwarn-Luftschiffes, das im Gegensatz zu Schiffsradar auch schnelle, sehr tief anfliegende Marschflugkörper rechtzeitig erkennen konnte. Der Beitrag von Goodyear, bzw. nach dem Verkauf Loral Defence Systems baute von der Auslegung her auf dem bereits Ende der 1950er Jahre für die US-Marine gefertigten AEW-Luftschifftyp ZPG-3W auf und brachte als Versuchsträger das erste Turboprop-Luftschiff, die Spirit of Akron hervor. Der Auftrag ging jedoch an Westinghouse Airship Industries, die dann mit dem Sentinel 1000 ebenfalls einen Technologieträger entwickelte. Von der Gondel des eigentlich geplanten Radarträger Sentinel 5000 wurde eine Attrappe gebaut. Das Programm wurde 1996 nach Haushaltskürzungen abgebrochen.

## Gegenwart
Das Ministerium für Innere Sicherheit der Vereinigten Staaten setzt Prallluftschiffe für Überwachungsaufgaben ein. Auch in anderen Ländern übernehmen Luftschiffe im Zuge der Terrorabwehr vermehrt derartige Aufgaben, jedoch meist im Auftrag der örtlichen Polizei. Das Militär selbst zeigt ebenfalls weiterhin Interesse an der Luftschifftechnologie, Lockheed Martin startete 2006 mit dem P-791 einen Versuchsträger für ein Transportluftschiff.
Unbemannte Luftschiffe sind ebenfalls Forschungsgegenstand. Sie können als hochfliegende Aufklärungsdrohnen eingesetzt werden. Auch der Einsatz von Höhenplattformen für militärische Kommunikation wird untersucht.

### Weitere Projekte
- Bosch Aerospace testet seit 1988 kleinere unbemannte Aufklärungs-Prallluftschiffe, so genannte SASS LITE (Small Airship Surveillance System, Low Intensity Target Exploitation).
- Höhenplattform (verschiedene Projekte)
- Ab Oktober 2004 testete die US-Armee im Zuge des RAIDS-Programms ein A-170-Prallluftschiff der American Blimp Corporation auf seine Verwendbarkeit für Überwachungs- und taktische Aufklärungsaufgaben über Washington D.C. (Siehe auch: Marinebezeichnung: MZ-3A)
- Lockheed Martin P-791 (Prototyp 2006)
- Aeroscraft (Projekt ab ca. 2007)
- Northrop Grumman LEMV (US Army-Prototyp 2012–2013)